# Kanton La Trinité
Kanton La Trinité (fr. Canton de La Trinité) - jeden z jedenastu kantonów La Trinité, który jest częścią departamentu zamorskiego Martynika. Siedzibą władz, a zarazem jedynym miastem w kantonie jest La Trinité.